# Myopias densesticta
Myopias densesticta är en myrart som beskrevs av Willey och Brown 1983. Myopias densesticta ingår i släktet Myopias och familjen myror. Inga underarter finns listade i Catalogue of Life.